# Samsung Galaxy Note 5
El Samsung Galaxy Note 5 (estilizado como SΛMSUNG Galaxy Note5) es un teléfono inteligente de gama alta desarrollado y producido por Samsung Electronics. Se dio a conocer el 13 de agosto de 2015, es el sucesor del Galaxy Note 4 como un parte de la serie Samsung Galaxy Note. Fue lanzado junto con el Samsung Galaxy S6 Edge+, dónde en Europa fue sustituido por este último.
El Galaxy Note 5 tiene características de hardware y de software del Galaxy S6 y un diseño renovado con el respaldo de vidrio, un lápiz óptico con resorte, la cámara mejorada, el escáner de huella dactilar, la funcionalidad incorporada de transmisión viva y funciones adicionales diseñadas para el lápiz óptico incluido. 
El Galaxy Note 5 recibió críticas positivas de los recensores, que elogiaron la calidad mejorada de construcción del dispositivo en comparación con los modelos anteriores de la serie junto con mejoramientos de su cámara, de su funcionamiento y los otros cambios significados. Como en el caso del Galaxy S6, la decisión de Samsung de eliminar la posibilidad de aumentar el almacenamiento o de quitar la batería fue criticada como potencialmente excluir a los usuarios que prefieren potencia y también Moreso en Note 5, debido a cómo se ha colocada la serie en el pasado.

## Especificaciones
El Galaxy Note 5 adopta el diseño y la construcción similar al Galaxy S6, con la montura metálica y el respaldo del vidrio, aunque desemejante a la norma S6, el respaldo del dispositivo está curvado. Se ofrece en 4 colores – el azul oscuro, el blanco, el dorado y el plateado y se entrega con Android 5.1 Lollipop, actualizable a Android 6.0.1 Marshmallow y en 2017 recibe su última actualización, a Android 7.0 "Nougat".
EL Note 5, modelo SM-N9200, tiene la pantalla Quad HD Super AMOLED de 5,7 pulgadas y de resolución de 2560*1440 píxeles con la densidad de píxeles de 518 ppi. Es motorizado por un Exynos 7 Octa 7420 circuito integrado de 64-bit que consiste cuatro entrañas Cortex-A57 de 2.1 GHz y cuatro entrañas Cortex-A53 de 1.5 GHz, y LPDDR4 RAM de 4 GB. Está disponible con 32 GB o 64 GB de almacenamiento (el especial “Edición de Invierno” disponible exclusivamente en Corea del Sur ofrece almacenamiento de 128 GB) y utiliza la batería de 3020 mAh con soporte de carga rápida e inalámbrica.
La cámara trasera de 16-megapíxeles es idéntica a la del S6 con abertura de f/1.9, estabilización de imágenes ópticas, foco automático que rastrea el objeto, HDR en el momento actual y destello de LED. La cámara frente de 5-megapíxeles también tiene el modo HDR en el momento real. La aplicación de cámara en Note 5 también se deja la transmisión viva, pública o privada, directamente a Youtube y exportación de imágenes RAW.
El espacio del almacenaje para el lápiz óptico usa el mecanismo del resorte para expulsar el S Pen. La nueva característica Screen Off Memo permite que el móvil muestra directamente la pantalla en la que uno se puede anotar cuando se separa el S-Pen.
Como el S6, el Note 5 no ofrece el almacenamiento ampliable o la habilidad de quitar la batería, en diferencia a su predecesor Note 4. Igual que S6, el escáner de huella dactilar incorporado en el botón de inicio ahora usa el mecanismo del escaneo basado en el contacto en lugar del mecanismo de deslizar y también el dispositivo es compatible con Samsung Pay.

## Note 5 en Europa
El Galaxy Note 5 no fue lanzado en Europa para vender solamente el S6 Edge+ allí.  El vicepresidente de marca y marketing de Samsung de Europa, Rory O'Neill, explicó que la decisión se basó sobre el estudio del mercado mostrando que los compradores de esta región ante todo consideraban los móviles con pantalla grande como estar orientados más hacia entretenimiento y no tanto para productividad.

## Recepción
The Verge elogió la buenísima calidad de construcción del Galaxy Note 5, describiéndolo como ser una dispositivo más humano debido a la ligera construcción con los engastes más finos en comparación al Galaxy Note 4, junto con su pantalla, su rendimiento y los funciones adicionales para el S-pen. Sin embargo, criticó el dispositivo por no tener batería desmontable y almacenamiento ampliable y por no ofrecer un modelo con memoria interna de 128 GB fuera de Corea del Sur considerando estos descuidos como estar inapropiados para un dispositivo de la serie que estaba dirigida sin complejos a los usuarios de potencia. También se describió como el resultado de refrenarse por Samsung al haber cambiado la desmesura desencadenada del Note antiguo en favor de desarrollar un dispositivo  más acogedor para los usuarios con sólo algunos mejoramientos menores por encima de los del S6.
Techradar compartió una positividad parecida para el Galaxy Note 5, señalando que “los sacrificios que sintió Samsung que tenía que hacer para lograr ese diseño de calidad suprema para el Note 5 y han decepcionado a algunos usuarios regulares. Afortunadamente, hay muchas más razones para que guste esta reforma del móvil que para tenerle aversión”.
Después de su lanzamiento, se descubrió que colocar el S Pen hacia atrás en su espacio de almacenaje en el Note 5 podría hacer un daño permanente al mecanismo del resorte por lo que el lápiz óptico puede quedarse atascado o podría estropear el sensor que detecta la mudanza del S Pen y que todos estos casos pueden hacer inútil el S Pen. Samsung era consciente de este problema y declaró que había dado una advertencia contra la inserción hacia atrás del S Pen en el manual del Galaxy Note 5, sin embargo, luego puso un letrero de advertencia aún más destacado en el dispositivo en los envíos posteriores. En enero de 2016, se informó de que el diseño del mecanismo había sido modificado para habilitar la expulsión intacta del S Pen, metido hacia atrás accidentalmente, sin hacer ningún daño al sensor.

## Pérdida del transmisor infrarrojo
Los antecesores como Galaxy Note 3 y Galaxy Note 4 tenían un transmisor de luz infrarroja de permitía usar su teléfono inteligente como control remoto universal.
Por desgracia, esta característica desapareció en este terminal.